# Alberovice
Alberovice (německy Alberowitz) je malá vesnice, část obce Loket v okrese Benešov. Nachází se asi 1,5 km na západ od Lokte. Prochází zde silnice II/150.
Alberovice je také název katastrálního území o rozloze 2,57 km².

## Název
V letech 1869–1910 nesla název Arbelovice.

## Historie
První písemná zmínka o vesnici pochází z roku 1399. Ve 14. a 15. stol. zde bylo několik malých vladyckých statků. V 16. stol. se z nich staly statky svobodnické. V roce 1586 je připomínán Jan Kamaryt, který kromě dvora Kamarytovského držel dvě další tvrze.
V letech 1869–1979 příslušela osada k obci Němčice, od 1. ledna 1980 spadá jako část obce pod Loket.

## Obyvatelstvo
| Rok            | 1869 | 1880 | 1890 | 1900 | 1910 | 1921 | 1930 | 1950 | 1961 | 1970 | 1980 | 1991 | 2001 | 2011 | 2021 |
| -------------- | ---- | ---- | ---- | ---- | ---- | ---- | ---- | ---- | ---- | ---- | ---- | ---- | ---- | ---- | ---- |
| Počet obyvatel | 190  | 171  | 178  | 166  | 169  | 172  | 138  | 120  | 121  | 116  | 89   | 69   | 64   | 77   | 75   |
| Počet domů     | 28   | 28   | 28   | 28   | 25   | 25   | 28   | 29   | 29   | 30   | 31   | 33   | 35   | 37   | 37   |